# 탑 셰프 마스터즈
《탑 셰프 마스터즈》는 2009년부터 2013년까지 5시즌에 걸쳐 미국에서 방송된 셰프 경연 프로그램이다.